# Лоса, Ремедиос
Франсиска Ремедиос Лоса Альварадо (исп. Francisca Remedios Loza Alvarado; 21 августа 1949 — 14 декабря 2018), известная как «Чолита Ремедиос» — боливийская ремесленница, телеведущая и политик. В 1989 году она стала первой женщиной-чола (метиской в традиционных головном уборе и юбке), занявшей место в Палате депутатов Боливии.

## Биография

### Ранние годы и работа в журналистике

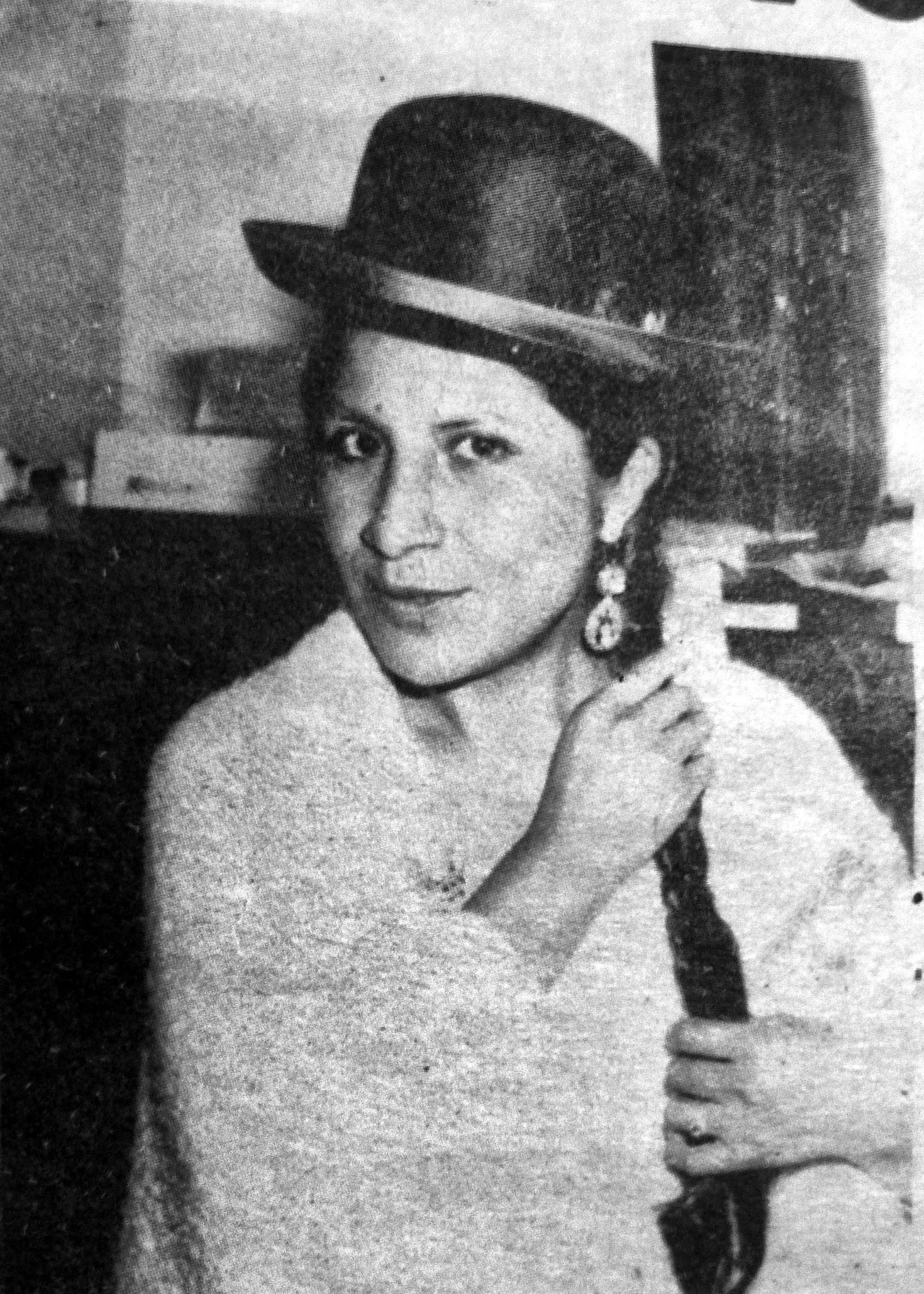
Ремедиос Лоса в 1970-х

Ремедиос Лоса родилась в Ла-Пасе 21 августа 1949 года в западной зоне города Ла-Пас и была старшей из одиннадцати братьев и сестёр в семье портного, владевшего швейной мастерской, и ремесленницы, изготавливавшей поделки для ярмарки Аласита. С детства Ремедиос также ткала произведения искусства (традиционных юбок и одеял) для этой ярмарки. 
Впервые услышав по радио свой родной язык аймара в сентябре 1965 года в 16-летнем возрасте, Лоса сама появилась на радиопередаче Sabor a Tierra, а позже сама стала радио- и телеведущей. Её программа также предлагала социальную, юридическую и медицинскую помощь неимущим. Работая в СМИ, Лоса познакомилась с Карлосом Паленке, ставшим её политическим наставником.

### Политическая деятельность
Лоса стала членом левопопулистской партии Паленке «Совесть Отечества» (CONDEPA) и представляла Ла-Пас в парламенте с 1989 по 2002 год. Иногда указывается как первая женщина коренного происхождения, занявшая место в Боливийском национальном конгрессе. Она представляла Боливию на международных мероприятиях, связанных с гендерными вопросами и вопросами коренных народов, таких как «Парламенты коренных народов Латинской Америки», президентом которых она была в 1992 году, и «Международная женская встреча» в Китае. Кроме того, она взяла на себя ответственность за «Женскую комиссию», где оказывала поддержку женщинам всех социальных слоёв. Она также представила законопроект о правах домашних работниц.
Ремедиос Лоса дважды баллотировалась на президентских выборах от CONDEPA: в качестве кандидата в вице-президенты при Паленке в 1993 году и в качестве кандидата в президенты от партии в 1997 году, уже после смерти Паленке. На национальных выборах 1997 года Лоса, ставшая первой женщиной-кандидаткой в президенты Боливии, заняла третье место с 17,16 % голосов.
После выборов CONDEPA присоединяется к так называемой «мегакоалиции», но внутрипартийные конфликты между Ремедиос Лоса и дочерью покойного Паленке Вероникой раздирают партию на две фракции и приводят к исключению партии из «мегакоалиции».

### Поздние годы
После ухода из политики Лоса вернулась в СМИ, на этот раз управляя собственной Андской коммуникационной системой. При этом на протяжении всей своей карьеры Лоза никогда не переставала заниматься народными промыслами, каждый год, несмотря на нехватку времени из-за своих депутатских обязанностей, она готовила миниатюрные шляпки. В 2006 году она навсегда ушла из журналистики и полностью посвятила себя ремесленной работе.
Её последнее публичное выступление состоялось 7 ноября 2018 года, когда Многонациональное законодательное собрание Боливии отметило её наградой как первую женщину-чола, выступавшую депутатом этой страны. Вскоре, 14 декабря 2018 года, Лоса умерла от рака желудка и была удостоена в парламенте церемонии государственных похорон 17 декабря 2018 года.